# Observação de aves

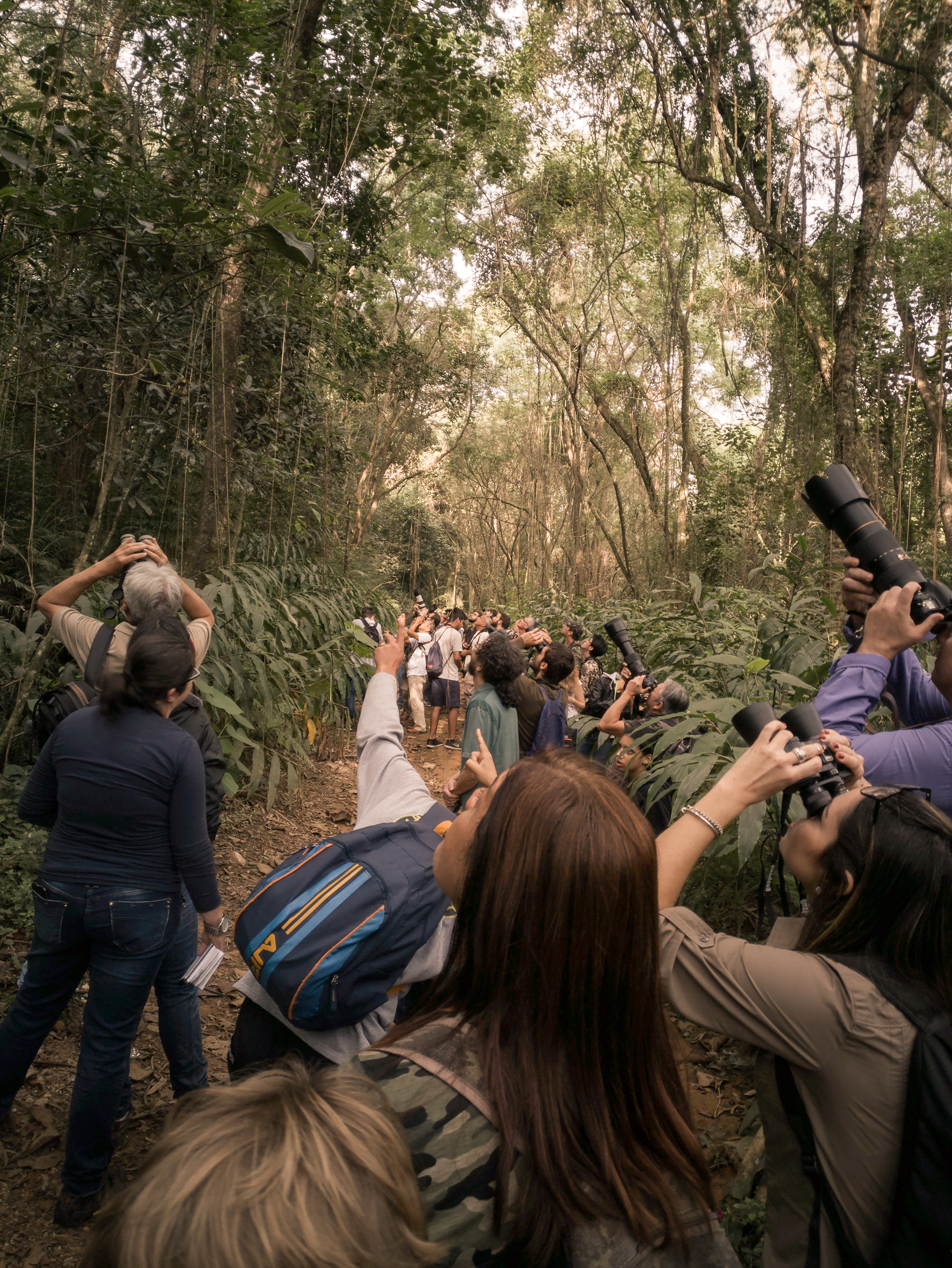
Observadores de aves em atividade.

A observação de aves é um tipo de observação de vida selvagem focada em observação de aves realizada tanto como uma atividade recreacional, quanto uma atividade vista como ciência cidadã. Avistamento de aves consiste na coleta de registros visuais ou auditivos de aves, e  pode ser realizada utilizando apenas os olhos nus, mas também por equipamentos que aumentam a capacidade visual do observador, como binóculos, telescópios, câmeras fotográficas, e a audição é essencial em observação de aves, já que a grande maioria das espécies é sensivelmente mais fácil ouvir do que vê-las.
A maioria dos observadores de aves praticam tal atividade devido a razões sociais ou de lazer, diferenciando-se assim dos ornitólogos que utilizam de metologias científicas para tal atividade.

## Observação de aves pelo mundo
Uma grande parcela dos observadores de pássaros se concentram hoje nos E.U.A. segundo estimativas em 2000 70 milhões de observadores se concentravam no país, perante a 80 milhões no mundo. Outras estimativas bem mais conservadoras mostram os E.U.A. com 45 milhões de praticantes em 2016  sendo que desses 88% fazem a observação no entorno de suas residência, e apenas cerca de 16 milhões realmente viajam para fazer atividades relacionadas a observação de aves. . Com isso os E.U.A. teria então 69% dos observadores de aves no mundo. 
No Brasil esse número é bem menos expressivo, cerca de 30 mil observadores, e apenas 5 mil estrangeiros por ano visitam o país com esse intuito. Frente a países como Peru que recebem cerca de 15 mil visitantes com essa finalidade.  Mesmo o Brasil sendo hoje o país com maior biodiversidade do mundo, e o segundo, atrás da Colômbia e à frente do Peru, em número de espécies de aves com 1919 espécies de aves já registradas, e na última década o país com o maior número de novos registros de espécies.. Apesar do número menos expressivo de observadores de aves, em relação a outros países, de acordo com o site Fatbirder´s Top 1000 Birding Website, o site brasileiro de observadores de aves WikiAves ocupa o primeiro lugar mundial no ranking de tráfego online para sites sobre observação de aves.

## Impactos

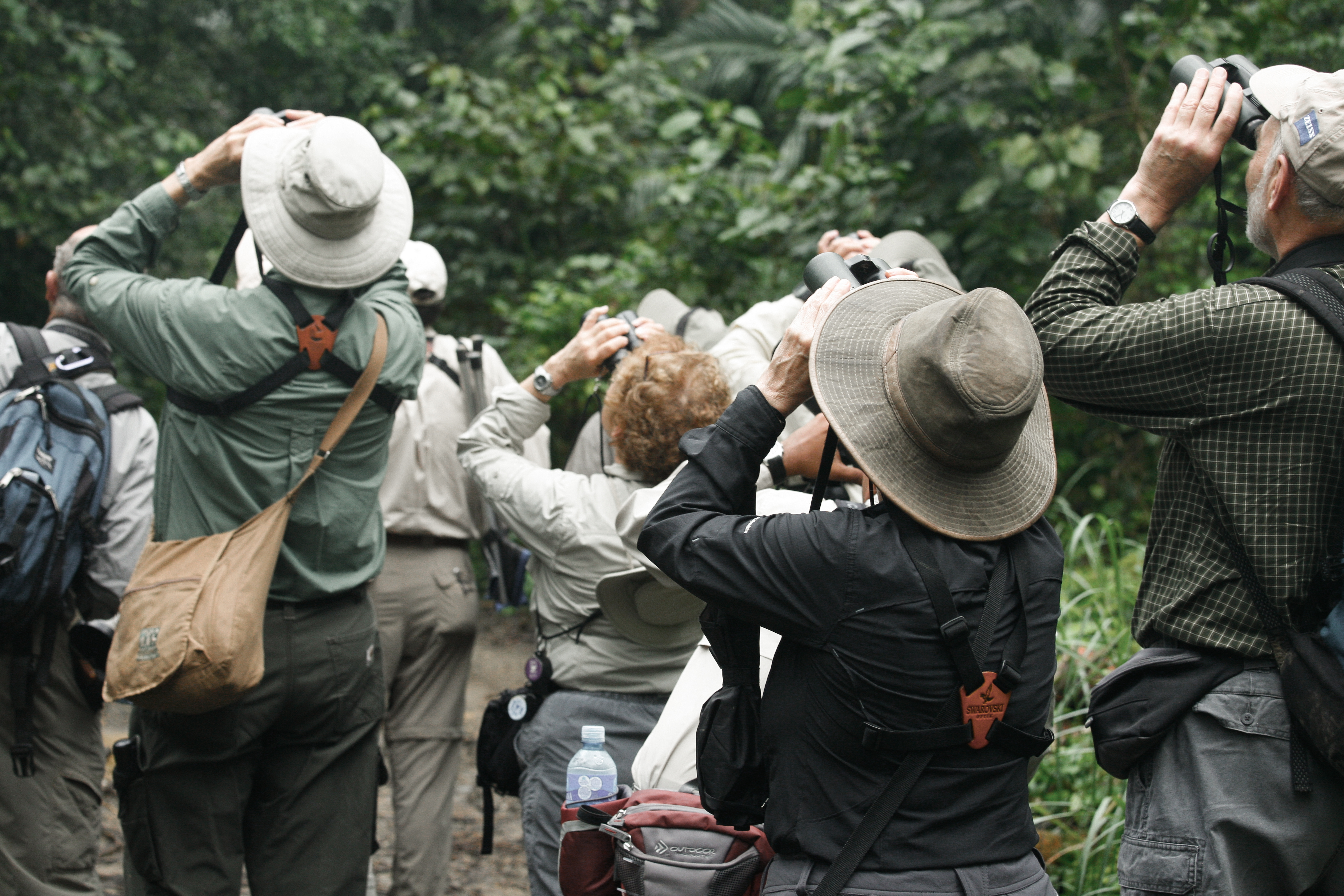
Observadores de aves no Panamá.

A atividade de observação de aves é considerada de baixo impacto ambiental, e importante para a conservação  de aves. Ela busca mostrar aves tanto em seu espaço natural, e até nos ambientes urbanos no entorno do ser humano, lembrando que a grande maioria dos observadores de aves o fazem próximo a suas casas.
Tendo isso em mente, em comparação a outras observações de animais, como safáris que exigem veículos para a observação, observação de baleias que exigem barcos, as atividades de observação de aves impacta diretamente menos que essas citadas, uma vez que além dos distúrbios causados pelo impacto direto, seja pela remoção da camada superficial do solo, seja pela poluição sonora, ainda há o consumo de combustível.  

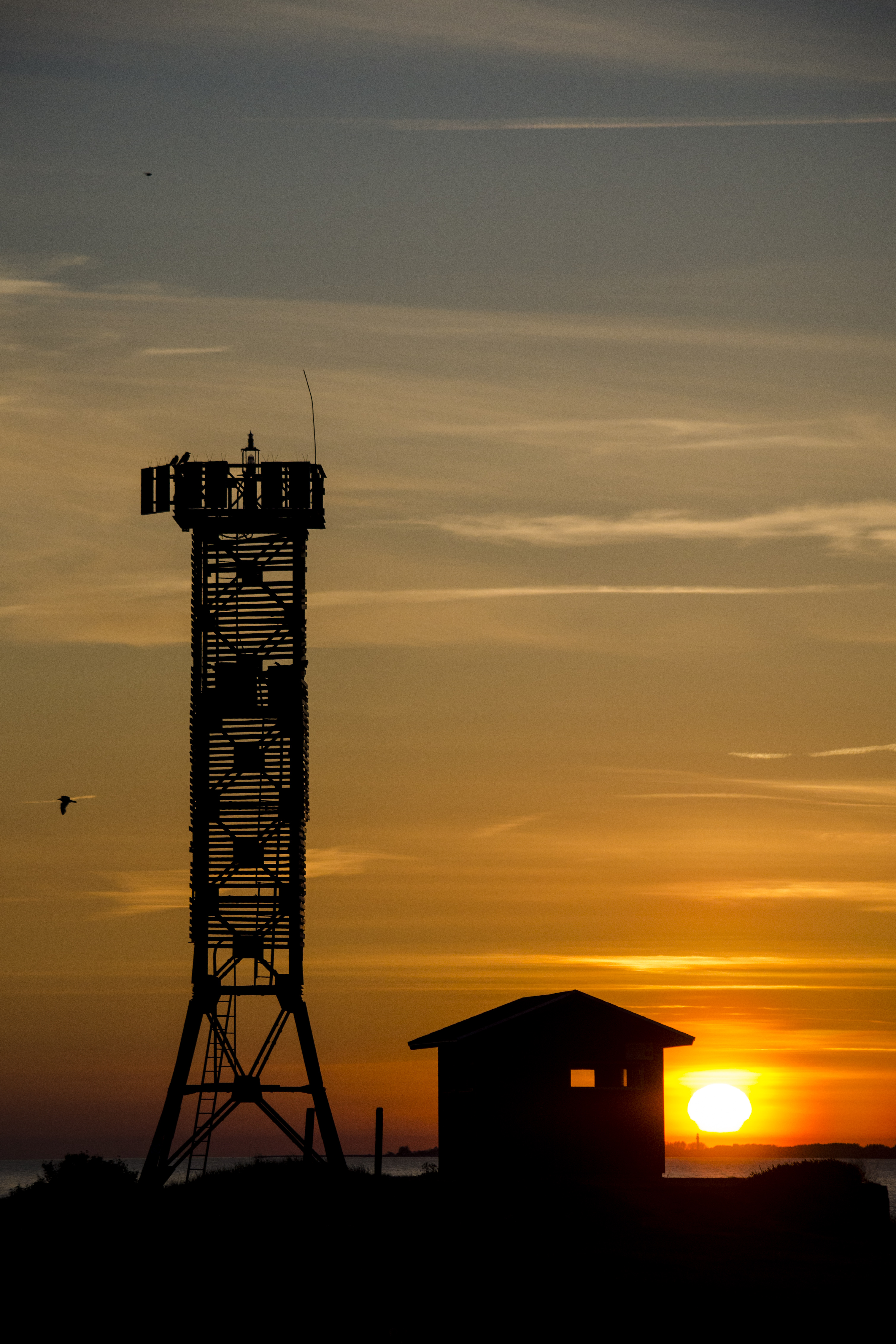
Torre de observação de aves

O conhecimento dos observadores de pássaros e as expectativas destes em ver uma grande gama de espécies acaba gerando uma ligação direta entre a biodiversidade da avifauna de uma região com a renda dos locais, incentivando os mesmos a uma maior preservação da fauna e flora e também aquisição de conhecimento sobre as mesmas. Uma questão a se levantar que há uma ligação em um maior número de aves raras e a atração que esse local irá gerar, consequentemente, uma maior renda, entretanto algumas espécies de aves raras são altamente sensíveis a perturbações, e se são raras, normalmente significa que estão ameaçadas de extinção, isso pode ser um contraponto se o avistamento não for feito com os cuidados necessários. 
Por falta de saberes, o senso comum leva a crer que a preservação de apenas porções de áreas verdes em certos locais já se faz suficiente para a vida no planeta, o que não é verdade, já que mesmo em matas semelhantes pode haver uma grande variabilidade de biodiversidade. As florestas tropicais sofrem muito com essa questão, já que para o turista leigo são idênticas, mesmo tendo entre essas uma grande variedade de faunas e flora, dessa forma criam-se passeios para essas áreas como se fossem competidoras, uma floresta no Congo e uma floresta na Amazônia acabam ocupando o mesmo mercado . Como a premissa dos observadores de aves é identificar diferenças entre os animais, tanto de espécies, subespécies, quanto de comportamento, como padrão de canto, padrão de acasalamento, eles acabam buscando a maior diversidade possíveis de habitats, diminuindo o ecoturismo de mercado único muito presente em outras atividades do gênero.

Observadores de aves nos E.U.A..

Por aves serem animais de pequeno porte, não é difícil encontrar animais raros em pequenas porções de matas remanescentes. Com isso, há uma mobilização por parte dos interessados de manterem aquela mata para o avistamento daquela ave, tanto por parte dos locais que se beneficiarão com a movimentação do turismo, quanto dos observadores que buscam esses animais. Assim, mesmo em áreas não preservadas legalmente, a observação de aves acaba promovendo a preservação de ecótonos.
Muitos aborígenes ou indígenas devido a falta de políticas públicas de incentivo, não recebem educação adequada e acabam tendo trabalhos que exigem baixa qualificação, não conseguindo investir em empreendimentos de ecoturismo.  Entretanto, no caso de guias para observação de aves o conhecimento mais exigido é aquele intrínseco aos nativos, que é o reconhecimento de animais, no caso aves. Assim, com o crescimento de observação de aves em certas localidades, pode-se promover programas de incentivo a criação de guias locais, pois guias locais são sempre mais procurados pelos observadores, devido a grande maior capacidade de avistar avifauna na área de sua residência. 
Não há muitos estudos de longo prazo mostrando os reais impactos da observação de aves nos animais, principalmente em floresta tropicais, mas há estudos mostrando mudanças de comportamento de aves, embora cada espécie reaja de forma diferente a presença humana, nota-se principalmente na época de acasalamento abandono de ninho, aumento da predação dos ninhos tanto devido a playbacks (uso de áudio para instigar o aparecimento de aves) quanto de revoadas devido ao estresse provocado pela presença humana.   
Há também relatos de atropelamento/pisoteamento de aves por observadores ávidos por aves de maior impacto, e impactos secundários, como morte de aves por impacto à vidros, com a construção de hotéis e pousadas em locais próximos aos de avistamento. A abertura de trilhas também causa impacto, com o interrompimento da mata. 

## Equipamentos utilizados

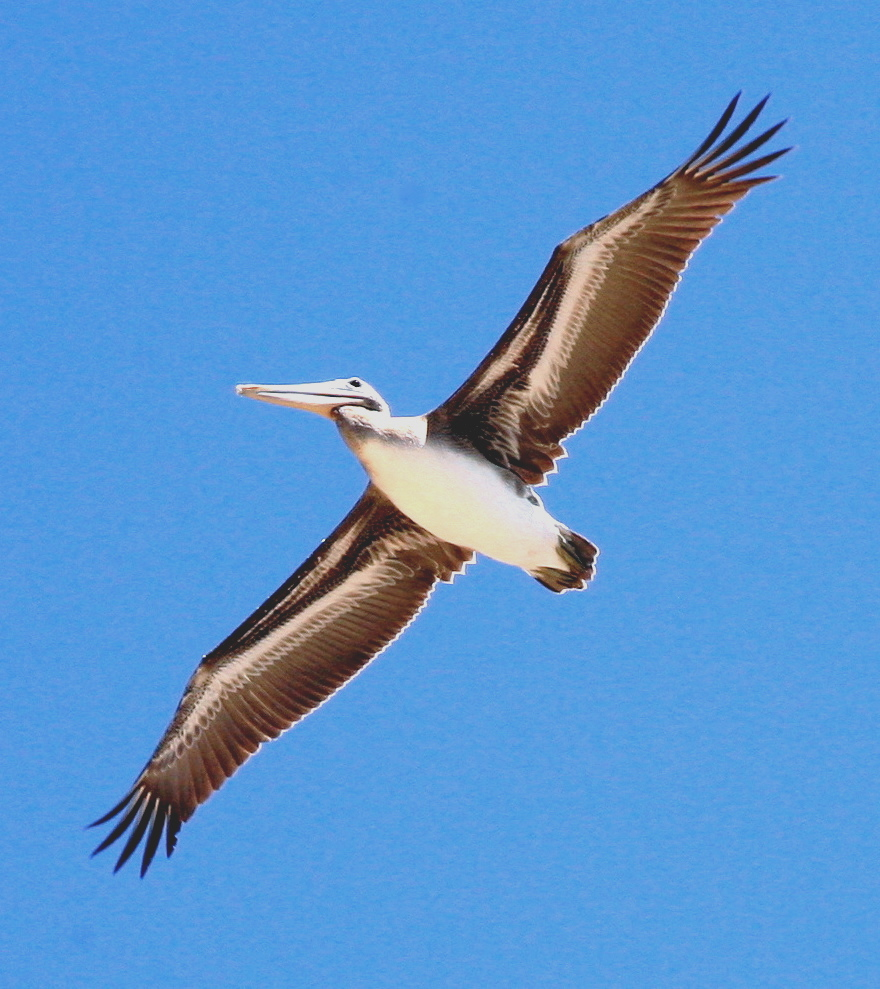
Um Pelicano Marrom em vôo, visto de baixo

A maioria dos equipamentos utilizados não são mandatórios, já que a atividade pode ser realizada à olho nu. Mas alguns equipamentos ajudam a visualizar as aves, bem como registrá-las. O equipamento tende a variar conforme o comportamento das aves, mas no geral temos:

### Binóculos
Os binóculos do tipo roof são comumente utilizados entre os observadores de aves, e com aumento 7x 10x. Os binóculos auxiliam no avistamento de aves.

### Câmeras fotográficas
Com a popularização das câmeras fotográficas, e melhoria da tecnologia permitindo que essas se tornem mais leves, estas ganharam grande importância na observação de aves. Câmeras com lentes equivalentes a 400mm em sensores 35 mm são recomendadas. 

## Locais para observação
Lugares que possuem vocação natural para a exploração dessa atividade são áreas naturais em bom estado de conservação, com boa infraestrutura receptiva e que já possuam catalogadas as espécies de aves que ocorrem na área. Em geral, os roteiro de observação de aves são desenvolvidos primordialmente em trilhas e horários distintos dos utilizados no programa turístico normal, e são acompanhados por um guia especializado.

### Em território brasileiro

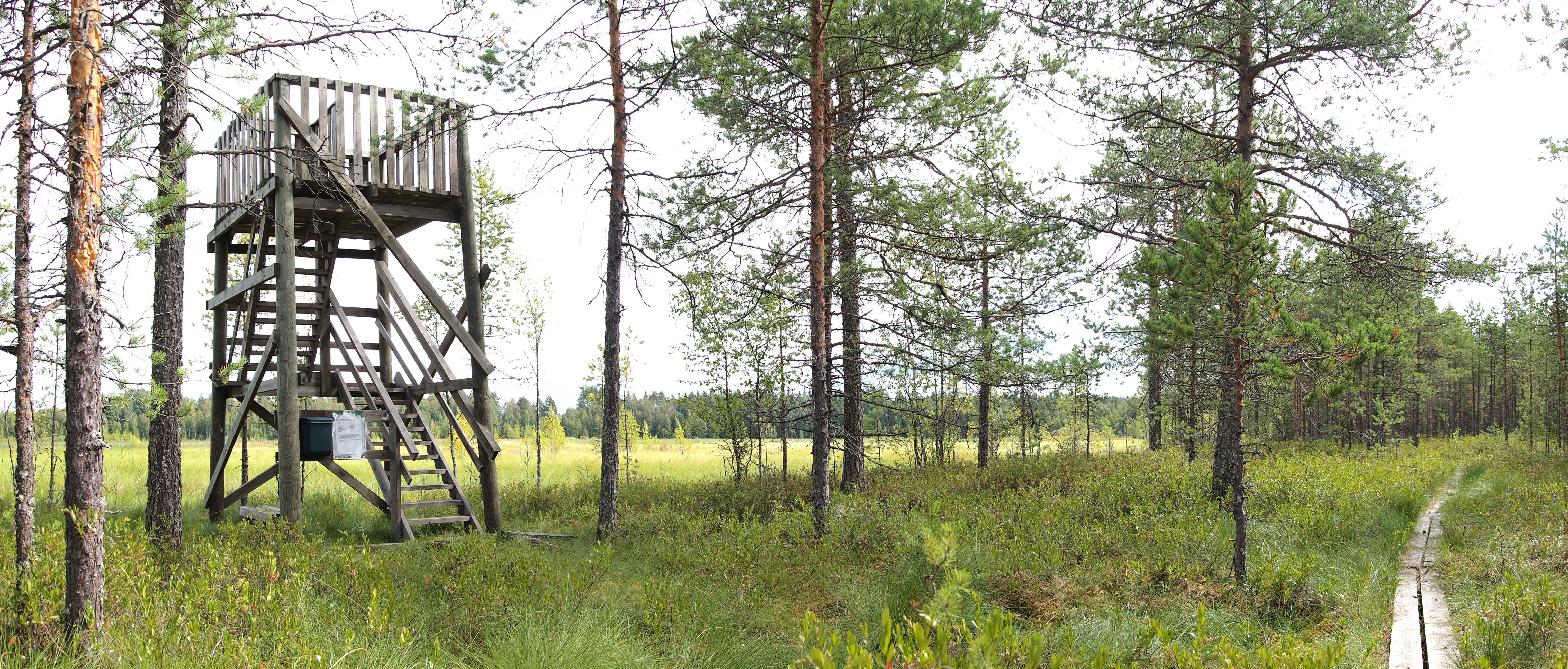
Um torre de observação de aves em Hankasalmi, na Finlândia.

No Sudeste do Brasil, próximo ao Rio de Janeiro, na reserva florestal de Macaé de Cima, podem ser vistas espécies de pássaros quase extintas no resto do Brasil, pois esta reserva representa 70% de mata verde existente no sudeste.
Também no Sudeste, entre Rio e São Paulo, encontra-se outra região apropriada para esta atividade. Devido a extensão e preservação do local, a Serra da Bocaina possui uma lista muito grande de espécie de aves, dos mais variados tamanhos, formas, cores e cantos. Exemplo: Murucututu-de-barriga-amarela, Andorinhão-do-temporal, Maria-preta-de-bico-azulado, entre outros.

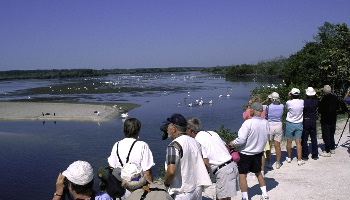
Observadores de aves em Sanibel, na Flórida.

Outro local de grande interesse para a prática desta atividade é em Petrópolis-RJ. Sua lista já conta com mais de 190 espécies distintas de aves, com destaque para a Choca da Taquara Biatas nigropectus e o Azulão.
Ainda no Sudeste do Brasil, São Paulo tem diversos Hotspot registrados. Há observadores e guias de observação de aves por todas regiões do estado, tendo alguns roteiros com aves que só vai encontrar ali, como o Papagaio-da-cara-roxa na Ilha Comprida, onde o turista pode encontrar mais de 340 espécies de aves, possibilitando o avistamento de mais de 30 espécies por hora.

### Em Portugal
Nos Açores é possível observar várias espécies marinhas desde as mais comuns às mais raras, até aves endémicas ou migratórias. Existem empresas que podem levar os turistas até aos ilhéus ou a outros locais à beira-mar, para possibilitar a observação dessas aves.